# Ghedi
Ghedi – miejscowość i gmina we Włoszech, w regionie Lombardia, w prowincji Brescia.
Według danych na rok 2004 gminę zamieszkiwało 15 412 osób, 256,9 os./km².